# Abdel-Wahed El-Sayed
Abdel-Wahed El-Sayed – meglio noto come Waheed – (in arabo عبد الواحد السيد‎?; Tala, 3 giugno 1977) è un ex calciatore egiziano, di ruolo portiere.

## Statistiche

### Presenze e reti nei club
Statistiche aggiornate al 2 maggio 2015.
| Stagione        | Squadra         | Campionato      | Campionato | Campionato | Coppe nazionali | Coppe nazionali | Coppe nazionali | Coppe continentali | Coppe continentali | Coppe continentali | Altre coppe | Altre coppe | Altre coppe | Totale | Totale |
| Stagione        | Squadra         | Comp            | Pres       | Reti       | Comp            | Pres            | Reti            | Comp               | Pres               | Reti               | Comp        | Pres        | Reti        | Pres   | Reti   |
| --------------- | --------------- | --------------- | ---------- | ---------- | --------------- | --------------- | --------------- | ------------------ | ------------------ | ------------------ | ----------- | ----------- | ----------- | ------ | ------ |
| 1997-1998       | Zamalek         | PL              | 0          | 0          | CE              | 0               | 0               | CC                 | 0                  | 0                  | -           | -           | -           | 0      | 0      |
| 1998-1999       | Zamalek         | PL              | 21         | -12        | CE              | 5               | -2              | CC                 | 6                  | -5                 | -           | -           | -           | 32     | -19    |
| 1999-2000       | Zamalek         | PL              | 18         | -15        | CE              | 3               | -2              | CdC                | 6                  | -6                 | -           | -           | -           | 27     | -23    |
| 2000-2001       | Zamalek         | PL              | 11         | -6         | CE              | 3               | -5              | ACL+CdC            | 0+6                | -5                 | SA          | 1           | -2          | 21     | -18    |
| 2001-2002       | Zamalek         | PL              | 7          | -14        | CE              | 8               | -3              | CCL                | 11                 | -4                 | SE          | 0           | 0           | 26     | -21    |
| 2002-2003       | Zamalek         | PL              | 25         | -8         | CE              | 1               | -2              | ACL+CCL            | 4+4                | -4 + -2            | SE+SA       | 1+1         | 0 + -1      | 36     | -17    |
| 2003-2004       | Zamalek         | PL              | 25         | -14        | CE              | 0               | 0               | ACL+CCL            | 11+2               | -11 + -6           | SE+SA       | 1+1         | 0           | 40     | -31    |
| 2004-2005       | Zamalek         | PL              | 12         | -11        | CE              | 4               | -6              | ACL+CCL            | 5+9                | -3 + -9            | SE          | 1           | -4          | 31     | -33    |
| 2005-2006       | Zamalek         | PL              | 13         | -9         | CE              | 0               | 0               | ACL                | 0                  | 0                  | -           | -           | -           | 13     | -9     |
| 2006-2007       | Zamalek         | PL              | 9          | -7         | CE              | 1               | 0               | ACL+CCL            | 5+4                | -3 + -5            | -           | -           | -           | 19     | -15    |
| 2007-2008       | Zamalek         | PL              | 5          | -8         | CE              | 2               | 0               | CCL                | 4                  | -6                 | -           | -           | -           | 11     | -14    |
| 2008-2009       | Zamalek         | PL              | 25         | -26        | CE              | 1               | -1              | -                  | -                  | -                  | SE          | 1           | -2          | 27     | -29    |
| 2009-2010       | Zamalek         | PL              | 22         | -17        | CE              | 2               | -3              | -                  | -                  | -                  | -           | -           | -           | 24     | -20    |
| 2010-2011       | Zamalek         | PL              | 25         | -24        | CE              | 5               | -6              | CCL                | 4                  | -5                 | -           | -           | -           | 34     | -35    |
| 2011-2012       | Zamalek         | PL              | 14         | -11        | -               | -               | -               | CCL                | 11                 | -13                | -           | -           | -           | 25     | -24    |
| 2012-2013       | Zamalek         | PL              | 13         | -9         | CE              | 5               | -1              | CCL                | 10                 | -10                | -           | -           | -           | 28     | -20    |
| 2013-2014       | Zamalek         | PL              | 17+2       | -20 + -3   | CE              | 0               | 0               | CCL                | 9                  | -4                 | -           | -           | -           | 28     | -27    |
| Totale Zamalek  | Totale Zamalek  | Totale Zamalek  | 262+2      | -211 + -3  |                 | 40              | -31             |                    | 111                | -101               |             | 7           | -9          | 422    | -355   |
| 2014-2015       | Misr Lel Makasa | PL              | 12         | -22        | CE              | 0               | 0               | -                  | -                  | -                  | -           | -           | -           | 12     | -22    |
| Totale carriera | Totale carriera | Totale carriera | 274+2      | -233 + -3  |                 | 40              | -31             |                    | 111                | -101               |             | 7           | -9          | 434    | -377   |

### Cronologia presenze e reti in nazionale
| Cronologia completa delle presenze e delle reti in nazionale ― Egitto | Cronologia completa delle presenze e delle reti in nazionale ― Egitto | Cronologia completa delle presenze e delle reti in nazionale ― Egitto | Cronologia completa delle presenze e delle reti in nazionale ― Egitto | Cronologia completa delle presenze e delle reti in nazionale ― Egitto | Cronologia completa delle presenze e delle reti in nazionale ― Egitto | Cronologia completa delle presenze e delle reti in nazionale ― Egitto | Cronologia completa delle presenze e delle reti in nazionale ― Egitto |
| Data                                                                  | Città                                                                 | In casa                                                               | Risultato                                                             | Ospiti                                                                | Competizione                                                          | Reti                                                                  | Note                                                                  |
| --------------------------------------------------------------------- | --------------------------------------------------------------------- | --------------------------------------------------------------------- | --------------------------------------------------------------------- | --------------------------------------------------------------------- | --------------------------------------------------------------------- | --------------------------------------------------------------------- | --------------------------------------------------------------------- |
| 15-11-1999                                                            | Il Cairo                                                              | Egitto                                                                | 1 – 0                                                                 | Namibia                                                               | Amichevole                                                            | -                                                                     | 46’                                                                   |
| 22-12-2002                                                            | Il Cairo                                                              | Egitto                                                                | 0 – 0                                                                 | Ghana                                                                 | Amichevole                                                            | -                                                                     | 46’                                                                   |
| 19-3-2003                                                             | Porto Said                                                            | Egitto                                                                | 6 – 0                                                                 | Qatar                                                                 | Amichevole                                                            | -                                                                     | 52’                                                                   |
| 15-11-2003                                                            | Il Cairo                                                              | Egitto                                                                | 2 – 1                                                                 | Sudafrica                                                             | Amichevole                                                            | -1                                                                    | 46’                                                                   |
| 18-11-2003                                                            | Il Cairo                                                              | Egitto                                                                | 1 – 0                                                                 | Svezia                                                                | Amichevole                                                            | -                                                                     | 46’                                                                   |
| 15-12-2003                                                            | Manama                                                                | Egitto                                                                | 1 – 0                                                                 | Bahrein                                                               | Amichevole                                                            | -                                                                     |                                                                       |
| 18-12-2003                                                            | Manama                                                                | Egitto                                                                | 2 – 0                                                                 | Iraq                                                                  | Amichevole                                                            | -                                                                     | 46’                                                                   |
| 14-1-2004                                                             | Porto Said                                                            | Egitto                                                                | 2 – 2                                                                 | Rep. del Congo                                                        | Amichevole                                                            | -2                                                                    |                                                                       |
| 3-2-2004                                                              | Monastir                                                              | Camerun                                                               | 0 – 0                                                                 | Egitto                                                                | Coppa d'Africa 2004 - 1º turno                                        | -                                                                     |                                                                       |
| 31-3-2004                                                             | Il Cairo                                                              | Egitto                                                                | 2 – 1                                                                 | Trinidad e Tobago                                                     | Amichevole                                                            | -                                                                     | 46’                                                                   |
| 24-5-2004                                                             | Il Cairo                                                              | Egitto                                                                | 2 – 0                                                                 | Zimbabwe                                                              | Amichevole                                                            | -                                                                     | 46’                                                                   |
| 29-5-2004                                                             | Il Cairo                                                              | Egitto                                                                | 2 – 0                                                                 | Gabon                                                                 | Amichevole                                                            | -                                                                     | 46’                                                                   |
| 28-11-2004                                                            | Il Cairo                                                              | Egitto                                                                | 1 – 1                                                                 | Bulgaria                                                              | Amichevole                                                            | -1                                                                    |                                                                       |
| 8-1-2005                                                              | Il Cairo                                                              | Egitto                                                                | 3 – 0                                                                 | Uganda                                                                | Amichevole                                                            | -                                                                     | 70’                                                                   |
| 9-2-2005                                                              | Il Cairo                                                              | Egitto                                                                | 4 – 0                                                                 | Belgio                                                                | Amichevole                                                            | -                                                                     |                                                                       |
| 14-3-2005                                                             | Dammam                                                                | Arabia Saudita                                                        | 0 – 1                                                                 | Egitto                                                                | Amichevole                                                            | -                                                                     | Uscita                                                                |
| 27-3-2005                                                             | Il Cairo                                                              | Egitto                                                                | 4 – 1                                                                 | Libia                                                                 | Qual. Mondiali 2006                                                   | -1                                                                    |                                                                       |
| 27-5-2005                                                             | Al Kuwait                                                             | Kuwait                                                                | 0 – 1                                                                 | Egitto                                                                | Amichevole                                                            | -                                                                     | 46’                                                                   |
| 29-7-2005                                                             | Ginevra                                                               | Egitto                                                                | 5 – 0                                                                 | Qatar                                                                 | Amichevole                                                            | -                                                                     |                                                                       |
| 17-8-2005                                                             | Ponta Delgada                                                         | Portogallo                                                            | 2 – 0                                                                 | Egitto                                                                | Amichevole                                                            | -                                                                     | 48’                                                                   |
| 4-9-2005                                                              | Il Cairo                                                              | Egitto                                                                | 4 – 1                                                                 | Benin                                                                 | Qual. Mondiali 2006                                                   | -1                                                                    |                                                                       |
| 14-1-2006                                                             | Il Cairo                                                              | Egitto                                                                | 1 – 2                                                                 | Sudafrica                                                             | Amichevole                                                            | -2                                                                    | 58’                                                                   |
| 25-3-2007                                                             | Il Cairo                                                              | Egitto                                                                | 3 – 0                                                                 | Mauritania                                                            | Qual. Coppa d'Africa 2008                                             | -                                                                     | 75’                                                                   |
| 19-11-2008                                                            | Il Cairo                                                              | Egitto                                                                | 5 – 1                                                                 | Benin                                                                 | Amichevole                                                            | -1                                                                    | 46’                                                                   |
| 23-1-2009                                                             | Il Cairo                                                              | Egitto                                                                | 1 – 0                                                                 | Kenya                                                                 | Amichevole                                                            | -                                                                     | 46’                                                                   |
| 5-11-2009                                                             | Assuan                                                                | Egitto                                                                | 5 – 1                                                                 | Tanzania                                                              | Amichevole                                                            | -1                                                                    | 46’                                                                   |
| 29-12-2009                                                            | Il Cairo                                                              | Egitto                                                                | 1 – 1                                                                 | Malawi                                                                | Amichevole                                                            | -1                                                                    | 46’                                                                   |
| 20-1-2010                                                             | Benguela                                                              | Egitto                                                                | 2 – 0                                                                 | Benin                                                                 | Coppa d'Africa 2010 - 1º turno                                        | -                                                                     | 77’                                                                   |
| 11-8-2010                                                             | Il Cairo                                                              | Egitto                                                                | 6 – 3                                                                 | RD del Congo                                                          | Amichevole                                                            | -1                                                                    | 46’                                                                   |
| 17-11-2010                                                            | Il Cairo                                                              | Egitto                                                                | 3 – 0                                                                 | Australia                                                             | Amichevole                                                            | -                                                                     | 61’                                                                   |
| 16-12-2010                                                            | Doha                                                                  | Qatar                                                                 | 2 – 1                                                                 | Egitto                                                                | Amichevole                                                            | -2                                                                    |                                                                       |
| 5-1-2011                                                              | Il Cairo                                                              | Egitto                                                                | 5 – 1                                                                 | Tanzania                                                              | Amichevole                                                            | -                                                                     | 58’                                                                   |
| 9-1-2011                                                              | Il Cairo                                                              | Egitto                                                                | 1 – 0                                                                 | Uganda                                                                | Amichevole                                                            | -                                                                     |                                                                       |
| 14-1-2011                                                             | Il Cairo                                                              | Egitto                                                                | 5 – 1                                                                 | Kenya                                                                 | Amichevole                                                            | -1                                                                    |                                                                       |
| 17-1-2011                                                             | Il Cairo                                                              | Egitto                                                                | 3 – 1                                                                 | Uganda                                                                | Amichevole                                                            | -1                                                                    | 87’                                                                   |
| 12-4-2012                                                             | Dubai                                                                 | Egitto                                                                | 3 – 2                                                                 | Nigeria                                                               | Amichevole                                                            | -2                                                                    |                                                                       |
| 22-3-2013                                                             | Alessandria d'Egitto                                                  | Egitto                                                                | 10 – 0                                                                | eSwatini                                                              | Amichevole                                                            | -                                                                     | 46’                                                                   |
| 26-3-2013                                                             | Alessandria d'Egitto                                                  | Egitto                                                                | 2 – 1                                                                 | Zimbabwe                                                              | Qual. Mondiali 2014                                                   | -1                                                                    | Cap.                                                                  |
| Totale                                                                |                                                                       | Presenze                                                              | 39                                                                    |                                                                       | Reti                                                                  | -19                                                                   |                                                                       |

## Palmarès

### Club

#### Competizioni nazionali
- Campionato egiziano: 3

Zamalek: 2000-2001, 2002-2003, 2003-2004
- Coppa d'Egitto: 5

Zamalek: 1998, 2002, 2008, 2013, 2014
- Supercoppa d'Egitto: 2

Zamalek: 2001, 2002

#### Competizioni internazionali
- Coppa delle Coppe d'Africa: 1

Zamalek: 2000
- CAF Champions League: 1

Zamalek: 2002
- Supercoppa CAF: 1

Zamalek: 2003
- Supercoppa araba: 1

Zamalek: 2003
- Champions League araba: 1

Zamalek: 2003-2004

### Nazionale
- Coppa d'Africa: 2

Egitto 2006, Angola 2010